# Estadio Bayaguana
Estadio Bayaguana – stadion wielofunkcyjny w Bayaguana, na Dominikanie, na którym rozgrywane są głównie mecze piłkarskie oraz zawody lekkoatletyczne. Wchodzi do składu kompleksu sportowego Complejo Deportivo de Bayaguana. Swoje mecze rozgrywa na nim drużyna piłkarska San Cristóbal FC. Obiekt może pomieścić 1000 widzów.